# عمر باتيك
عمر باتيك (بالإندونيسية: Umar Patek)‏ (مولود في 1970م) عضو إندونيسي في الجماعة الإسلامية كان مطلوبًا في الولايات المتحدة وأستراليا وإندونيسيا بتهمة الإرهاب. كان هناك مكافأة قدرها مليون دولار مقدمة من برنامج المكافآت من أجل العدالة للحصول على معلومات تؤدي إلى القبض عليه. في يونيو 2012 أُدين عمر بتورطه في تفجيرات 2002 في بالي إندونيسيا، والتي أسفرت عن مقتل 202 شخص.

## القبض والمحاكمة
تم القبض على باتيك من قبل مسؤولي الأمن الباكستانيين في أبوت آباد في 25 يناير 2011. أفاد المسؤولون الإندونيسيون أن باتيك اعترفت بلعب دور رئيسي في تفجيرات بالي عام 2002 وكذلك سلسلة من التفجيرات عشية عيد الميلاد في عام 2000. وقال أنسياياد مباي رئيس وكالة مكافحة الإرهاب الإندونيسية لوكالة أسوشيتيد برس أن باتيك «ساعد في قيادة السلطات إلى بن لادن». في مايو 2011 قال وزير الدفاع الإندونيسي بورنومو يوسجيانتورو إن باتيك كان في أبوت آباد مع زوجته بغرض مقابلة بن لادن، لكن مسؤولًا أمريكيًا لم يكشف عن اسمه لمكافحة الإرهاب رفض هذا الادعاء باعتباره «من قبيل الصدفة» وأخبرت شبكة أيه بي سي نيوز أن الولايات المتحدة ليس لديها دليل على أن باتيك كان يحاول مقابلة زعيم القاعدة
كانت هناك تقارير خاطئة سابقة بأنه قُتل في 14 سبتمبر 2006 في مقاطعة سولو في الفلبين.
في 11 أغسطس 2011 تم تسليم عمر باتيك من باكستان إلى إندونيسيا حيث تم احتجازه في جاكرتا قبل انتظار المحاكمة.
في 21 يونيو 2012 حكمت محكمة إندونيسية على باتيك بالسجن لمدة 20 عامًا بتهمة القتل وصنع القنابل. وقد أدين بجميع التهم الست، بما في ذلك تورطه في هجمات ضد الكنائس عشية عيد الميلاد عام 2000. لم يطلب المدعون العامون عقوبة الإعدام. خلال المحاكمة اعتذر باتيك لعائلات الضحايا، وأكد أنه لم يفعل أكثر من مزج المواد الكيميائية للمتفجرات. صرح باتيك أيضًا أن هدفه كان دائمًا الإسرائيليين وليس «الغربيين». قائلًا «لقد تساءلت عن السبب في بالي؟ يجب أن يتم الجهاد في فلسطين بدلاً من ذلك... من هم الضحايا، كانوا غربيين، لم يكونوا إسرائيليين. في الواقع كان العديد من الإندونيسيين ضحايا. لم يكن لهم أي صلة بفلسطين».